# Eric Yopa
Eric Yopa est un footballeur camerounais né à Douala le 19 mai 1989. Il joue au poste d'attaquant à Zulte Waregem.
Eric Yopa est international camerounais de beach soccer